# NGC 5282
NGC 5282 est une très vaste et lointaine galaxie lenticulaire (elliptique ?) située dans la constellation des Chiens de chasse. Sa vitesse par rapport au fond diffus cosmologique est de 12 341 ± 16 km/s, ce qui correspond à une distance de Hubble de 182 ± 13 Mpc (∼594 millions d'al). NGC 5282 a été découverte par l'astronome français Édouard Stephan en 1881.
À ce jour, une mesure non basée sur le décalage vers le rouge (redshift) donne une distance d'environ 134,000 Mpc (∼437 millions d'al). Cette valeur est nettement à l'extérieur des valeurs de la distance de Hubble. Notons cependant que c'est avec la valeur moyenne des mesures indépendantes, lorsqu'elles existent, que la base de données NASA/IPAC calcule le diamètre d'une galaxie et qu'en conséquence le diamètre de NGC 5282 pourrait être d'environ 84,7 kpc (∼276 000 al) si on utilisait la distance de Hubble pour le calculer.